# 伊朗宗教
伊朗宗教（2011年）
伊朗是一個伊斯蘭共和國，什葉派穆斯林佔伊朗人口的90－95％，遜尼派和蘇菲派穆斯林約佔5－10％。其他宗教約佔0.6％。包括巴哈伊教、曼達安教、瑣羅亞斯德教（祆教）、猶太教和基督徒，其中瑣羅亞斯德教（祆教）、猶太教和基督教為伊朗保護的少數宗教，並在伊斯蘭議會中保留了席位。歷史上瑣羅亞斯德教（祆教）曾經是伊朗的主要宗教，在伊斯蘭教傳入至今變成了少數宗教。伊朗是穆斯林世界的一部分和中東第二大猶太人社群的所在地。 伊朗兩個最大的非穆斯林宗教是巴哈伊教和基督宗教。 巴哈伊教在伊朗歷史上曾遭受迫害，基督宗教是伊朗政府承認最大的非穆斯林宗教，是伊朗所有宗教年增長率最高的宗教。
伊朗政府並沒有正式承認無宗教的伊朗人。所有無宗教者、無神論者、不可知論者和從伊斯蘭教改宗者都可能被列入政府統計中的99％穆斯林人口中。蒙古征服波斯之前，伊朗穆斯林主要是遜尼派伊斯蘭教；薩法維王朝將什葉派伊斯蘭教定為國教後，什葉派伊斯蘭教成為現代伊朗和阿塞拜疆的主要宗教。

## 伊斯蘭教

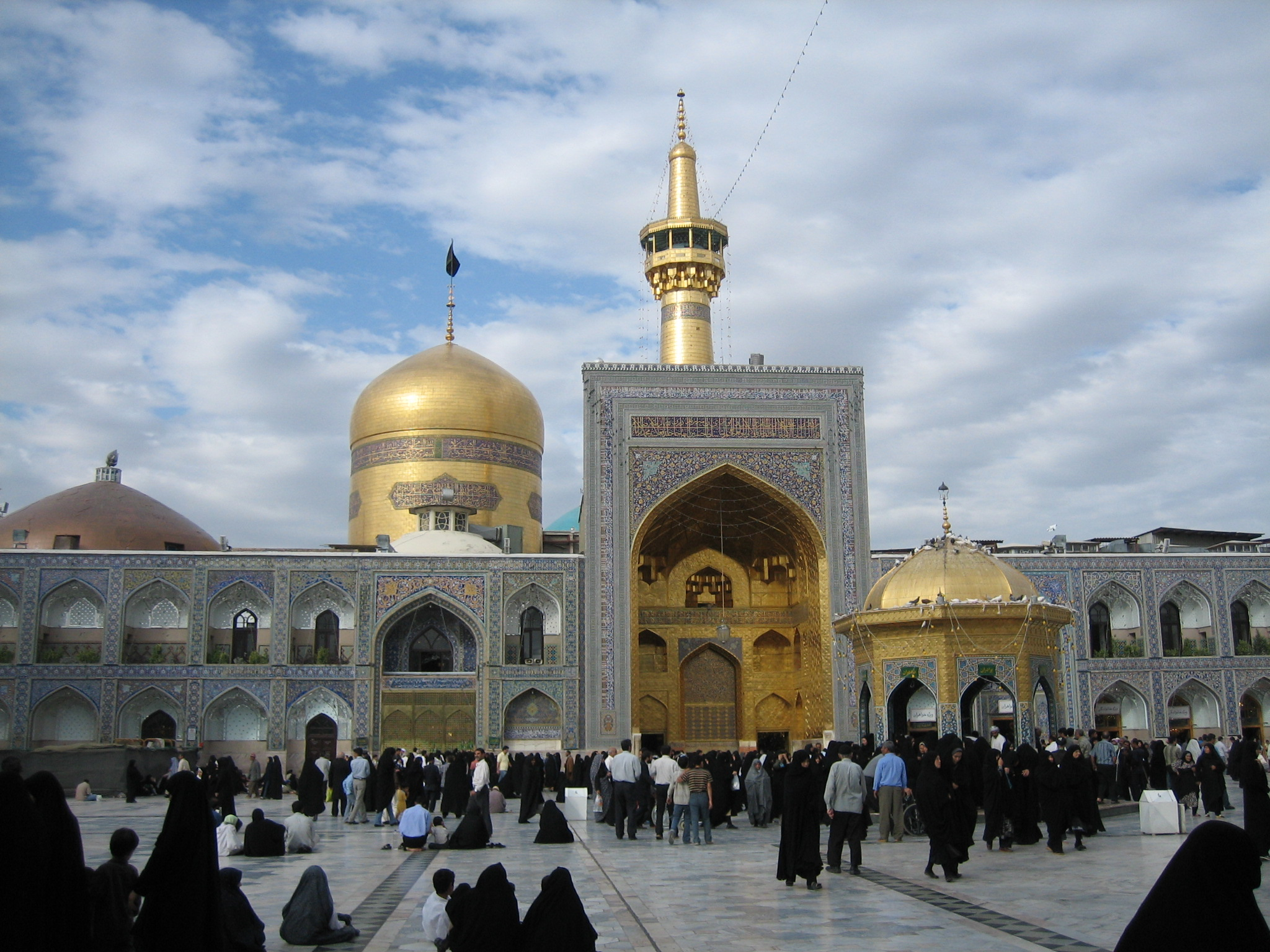
伊瑪目禮薩聖陵

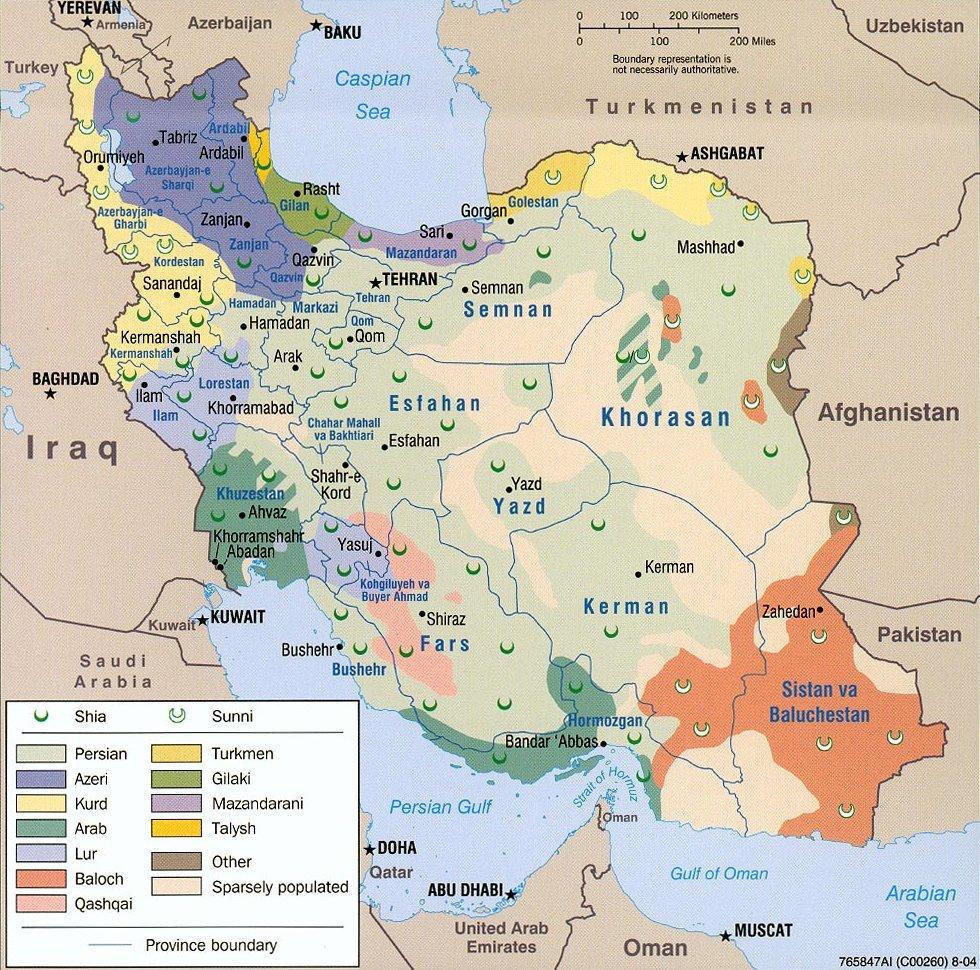
伊朗的民族分佈

### 什葉派

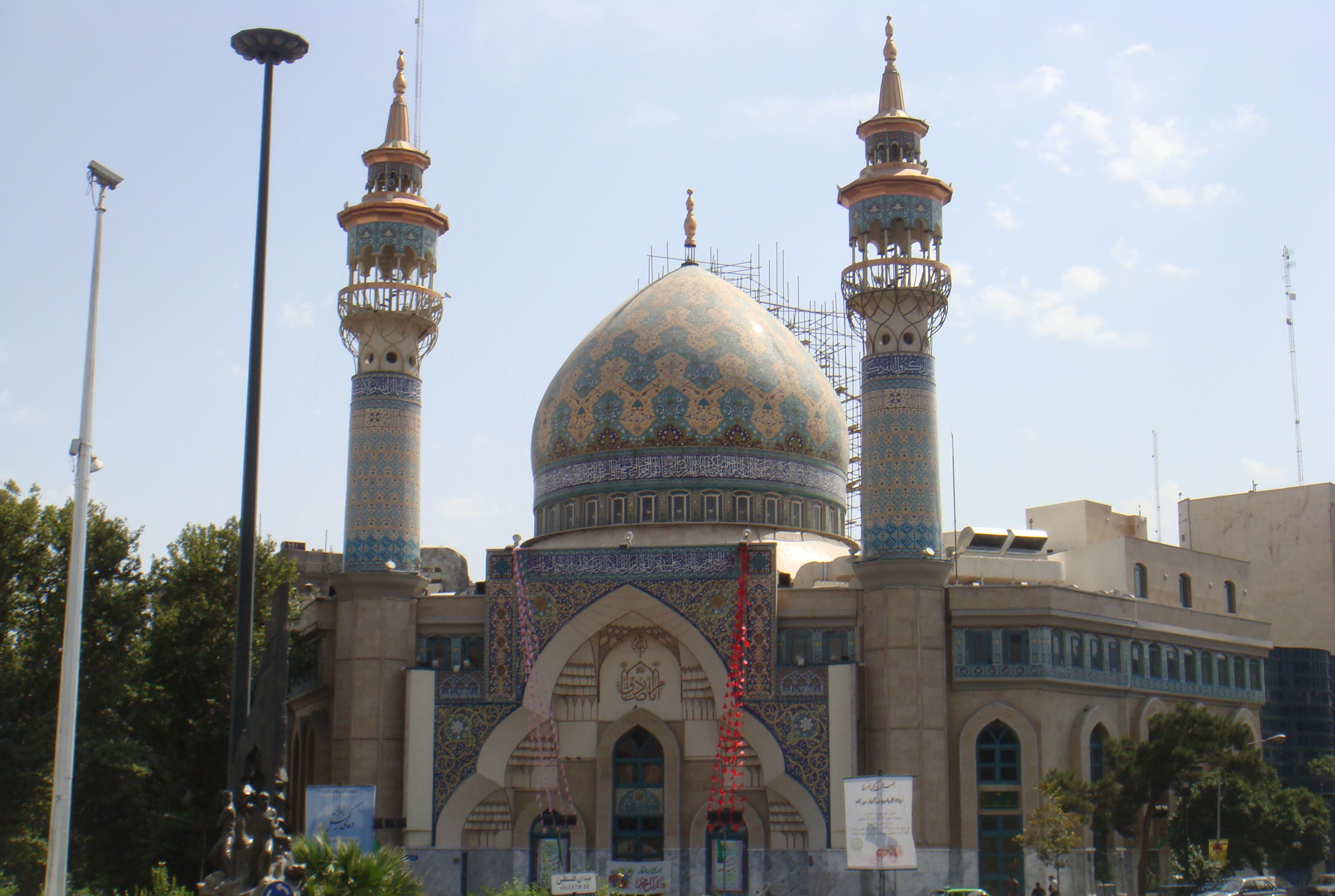
德黑蘭什葉派清真寺

伊斯蘭教是99.6％伊朗人的宗教信仰，其中約有89％是什葉派中的十二伊瑪目派。 什葉派是以古蘭經及聖訓記載，先知穆罕默德的言論為基礎，也包括一些什葉派視為是聖書（Nahj al-Balagha）的書籍。什葉派認為穆罕默德的堂弟及女婿阿里·本·阿比·塔利卜被任命為他的繼任者，也是第一個伊瑪目。在穆罕默德死後，什葉派將伊瑪目擴展到穆罕默德的後代（聖裔），後代中有幾位是伊瑪目，什葉派認為他們在社群中有特殊靈性上及政治上的權柄。什葉派中有五伊瑪目派、七伊瑪目派和十二伊瑪目派。

### 遜尼派
遜尼派穆斯林是伊朗第二大伊斯蘭宗教團體。大約9％伊朗人口是遜尼派穆斯林，遜尼派主要族群為伊朗的庫德人、俾路支人、阿拉伯人，以及少量的波斯人、普什圖人及土庫曼人。

### 蘇菲派
薩法維耶教團是一個十四至十五世紀由庫爾德人阿爾達比里謝赫在伊朗西北成立的蘇菲派教團，它最後導致薩非王朝成立。自1979年伊朗伊斯蘭革命以來，蘇菲派一直受到伊朗伊斯蘭共和國政府的壓制，迫使伊朗的一些蘇菲派領導人流亡。
儘管蘇菲派穆斯林沒有官方的統計數據，但有報導估計他們的人口在兩百萬至五百萬之間（3－7％之間）。

## 其他宗教
伊朗其他的宗教包括巴哈伊教、曼達安教、瑣羅亞斯德教（祆教）、猶太教和基督徒。瑣羅亞斯德教徒，猶太人和基督徒得到伊朗政府的正式承認和保護。

### 基督宗教

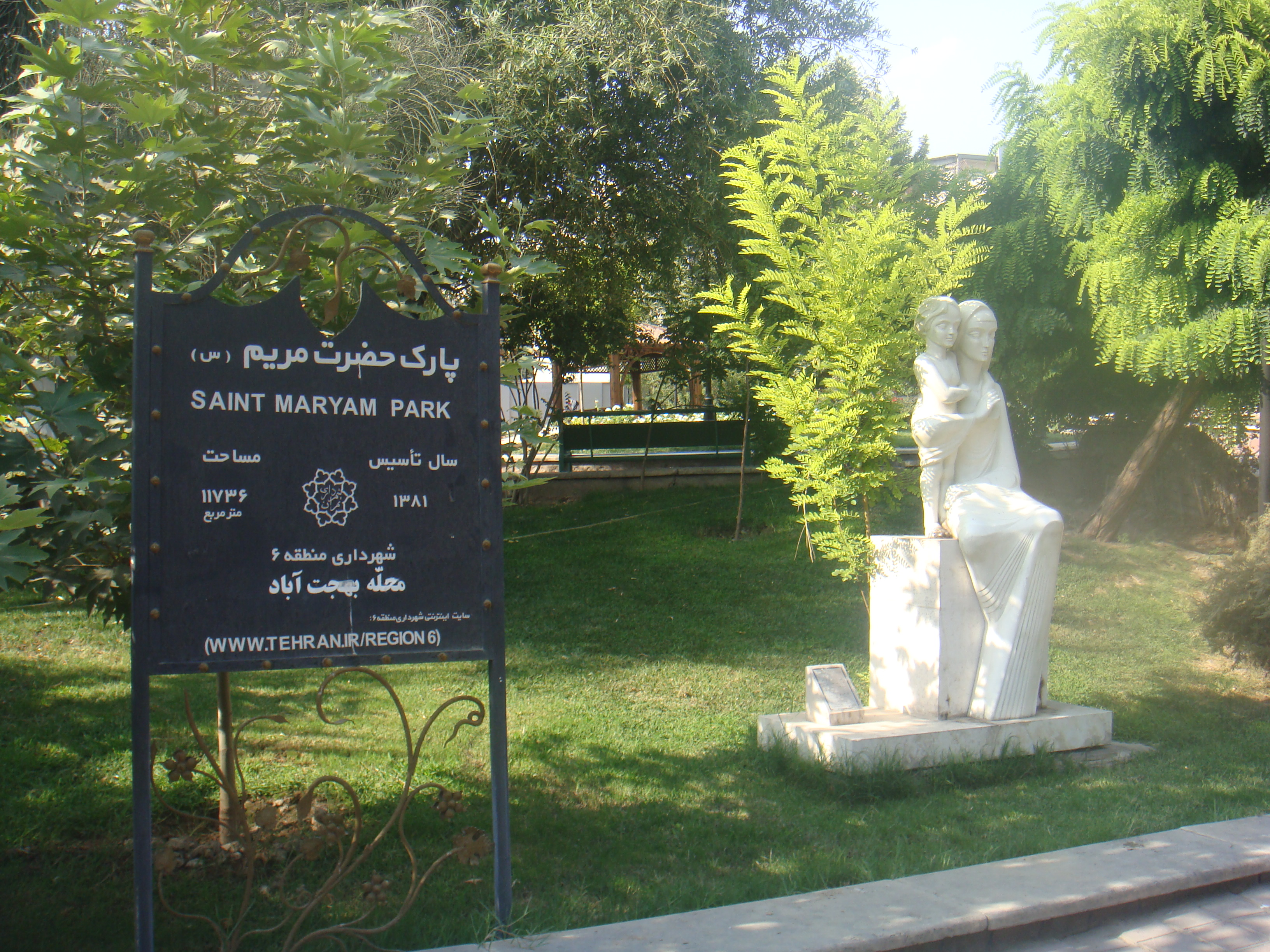
德黑蘭聖瑪麗公園

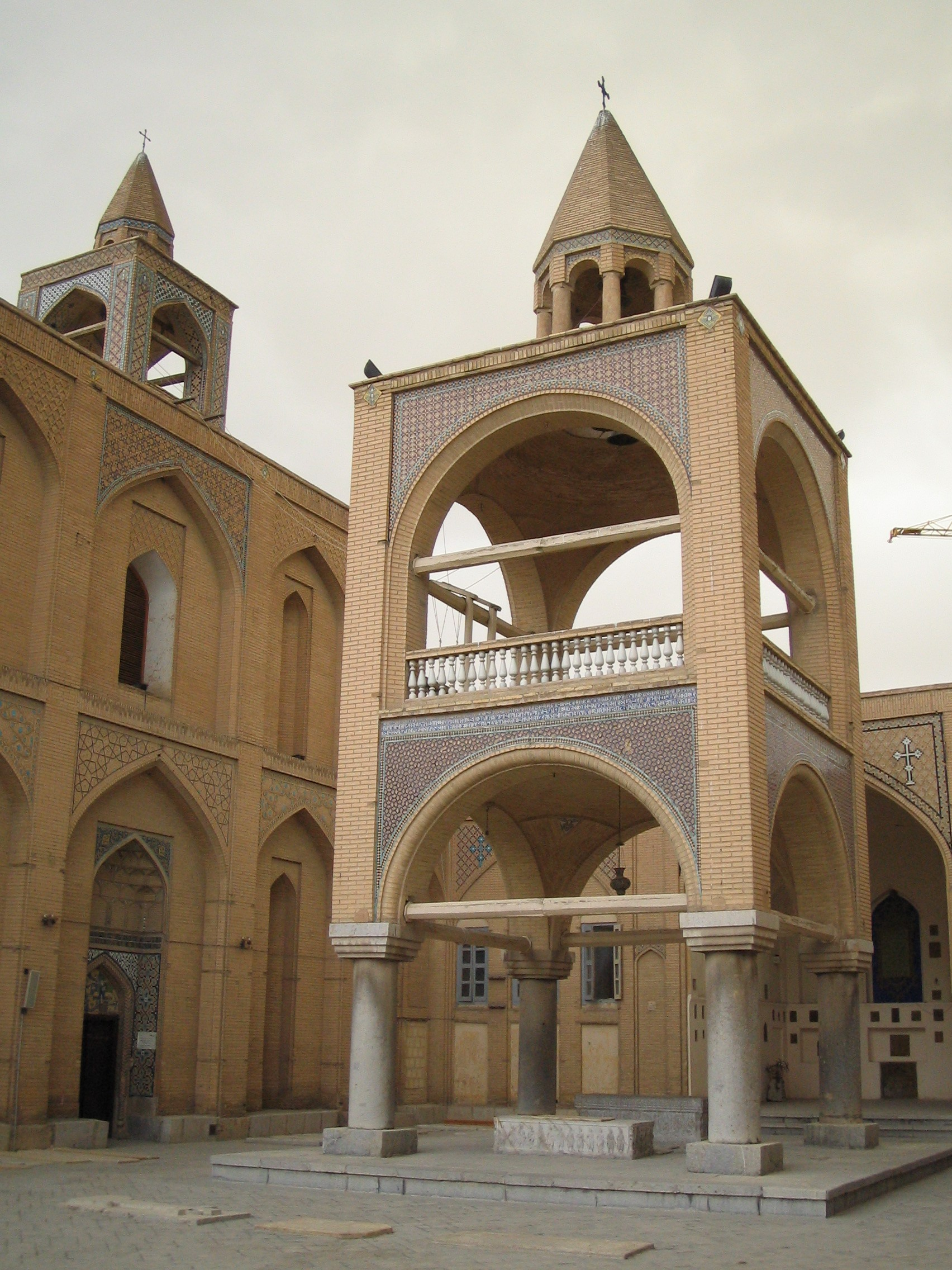
伊斯法罕凡克主教座堂

基督宗教是伊朗發展最快的宗教，平均年增長率為5.2％，非宗教人口估計為21萬（0.28％），年增長率最高為7.2％。 伊朗基督徒人口的估計範圍在30萬至37萬之間；一個統計表明，從穆斯林改宗的基督徒有10萬至50萬人，其中大多數為福音派基督徒。 在伊朗政府承認的三個非穆斯林宗教中，2011年普查顯示基督宗教是全國最大的非伊斯蘭宗教。據伊朗“人權觀察”報導，伊朗少數福音派新教基督徒受到“政府懷疑和敵意”的影響，至少部分原因是他們“願意接受甚至尋求改宗的穆斯林”以及他們的西方淵源。根據1990年代的“人權觀察 ”報導，兩名成為部長的穆斯林因皈依基督宗教以叛教和其他罪名被判處死刑。截至2017年，伊朗有三百多萬基督徒。

### 瑣羅亞斯德教

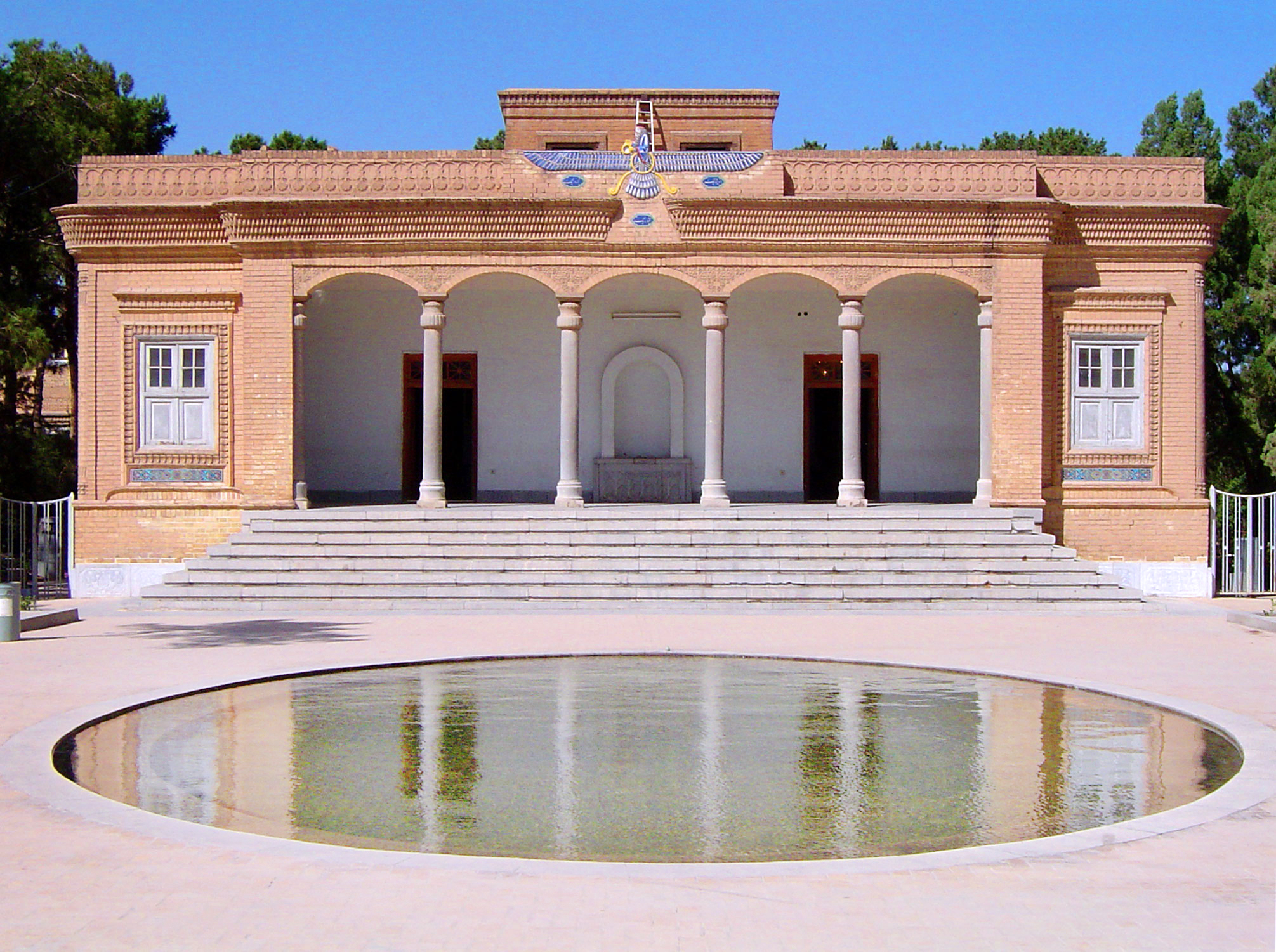
亞茲德的瑣羅亞斯德教（祆教）寺廟

瑣羅亞斯德教在伊朗有數千年的悠久歷史，是迄今為止存在伊朗歷史最悠久的宗教社群。在穆斯林阿拉伯人入侵波斯（伊朗）之前，伊朗人民的主要信仰瑣羅亞斯德教。瑣羅亞斯德教主要信徒是波斯人，集中在德黑蘭、克爾曼和亞茲德等城市。伊朗伊斯蘭共和國政府估計瑣羅亞斯德教徒的數量是2萬人，然而伊朗的瑣羅亞斯德教團體宣稱教徒人數約為6萬人。根據2011年伊朗人口普查數據，瑣羅亞斯德教徒在伊朗的人數為25271人。
伊斯蘭對波斯的征服後，瑣羅亞斯德教徒面臨極端的宗教壓迫，包括強迫改宗，屠殺，騷擾和其他形式的歧視。這種迫害已經導致瑣羅亞斯德教徒的散居社區世界各地，特別是在印度的帕西人，他們的數量遠遠高於在伊朗的帕西人。

### 猶太教

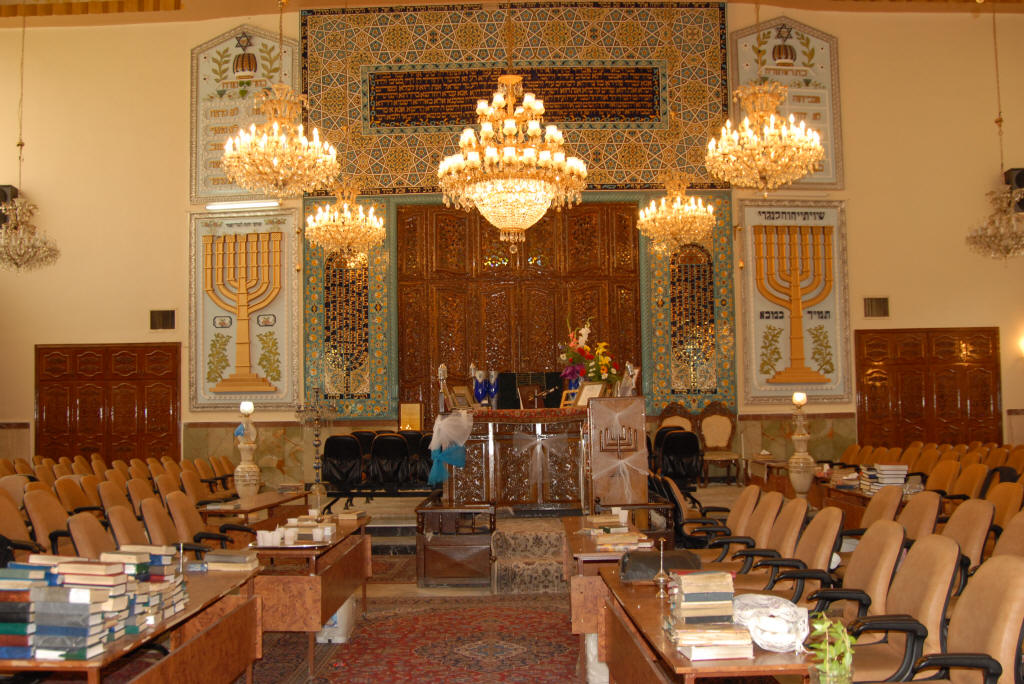
德黑蘭YusefAbad猶太會堂

伊朗有穆斯林國家中最大的猶太人社群。根據2011年伊朗人口普查數據，猶太人在伊朗的數量有8,756人。在1979年伊朗伊斯蘭革命之前，伊朗猶太人不斷移民海外，使猶太人的人口顯著下降。大多數在伊朗猶太人居住在德黑蘭、伊斯法罕（3,000）和设拉子。

### 印度教
國際奎師那知覺協會的帕布帕德於1976年前往德黑蘭。國際奎師那意識協會在德黑蘭開設了一家素食餐廳。

## 歷史宗教
- 摩尼教
- 密特拉
- 伊朗佛教

## 外部連結
- Iran Electoral Archive – The Role of Religion
- Minorities in the Islamic Republic: Fear of Separatists （页面存档备份，存于） Qantara.de
- Religious minorities in Iran (I) （页面存档备份，存于） (II) （页面存档备份，存于） (PressTV 2011)